# Бо, Сесилия
Сесилия Бо (фр. Cecilia Beaux; 1 мая 1855, Филадельфия — 7 сентября 1942, Глостер, Массачусетс) — американская художница и первая женщина, преподававшая искусство в Пенсильванской академии изящных искусств. Известная своими элегантными и чувствительными портретами друзей, родственников и покровителей Позолоченного века, Бо написала множество знаменитых работ, включая первую леди Эдит Рузвельт, адмирала сэра Дэвида Битти и Жоржа Клемансо.

## Жизнь и творчество
Бо родилась 1 мая 1855 года в Филадельфии. Отцом будущей художницы был француз, матерью — американка. Её мать была дочерью известного бизнесмена Джона Уилера Ливитта из Нью-Йорка. После ранней смерти матери Сесилия и её сестра воспитывались родственниками по материнской линии. Брать уроки рисования начала у родной тётки в 1871 году, тогда Сесилия интересовалась преимущественно исторической и религиозной живописью. Обнаружив большой талант, училась затем у художника из Голландии, а с 1877 года — в Пенсильванской Академии. Её первая картина, выставленная в 1885 году в Филадельфии («Последние дни детства»), имела большой успех. Через два года это полотно, выставленное в Париже, также собрало положительные отзывы художественной критики.
В 1888 году Сесилия Бо уезжает в Европу, где посещает парижские Академию Жюлиана и Академию Коларосси, изучает старых мастеров в музеях Англии и Италии. Среди французских учителей Сесилии Бо следует выделить Тони Робер-Флёри и Вильяма Адольфа Бугро. Художница участвовала в парижской Всемирной выставке 1889 и была удостоена её награды.
В 1900 году Бо возвращается в США; живёт и работает в Нью-Йорке, где занимается преимущественно портретной живописью по заказам известных деятелей политики и культуры. Содержит также великосветский салон. С 1902 года — член Национальной Академии дизайна. Кисти Бо принадлежат портреты Жоржа Клемансо, супруги президента США Теодора Рузвельта — Эдит Рузвельт и её дочери, адмирала Дэвида Битти и др. В 1942 году художница была награждена золотой медалью Американской ассоциации искусства и литературы.
Среди её известных учеников — художница Элис Кент Стоддард.
Сесилия Бо умерла в возрасте 87 лет 17 сентября 1942 года в Глостере, штат Массачусетс. Она была похоронена в Бала Синвин, штат Пенсильвания.

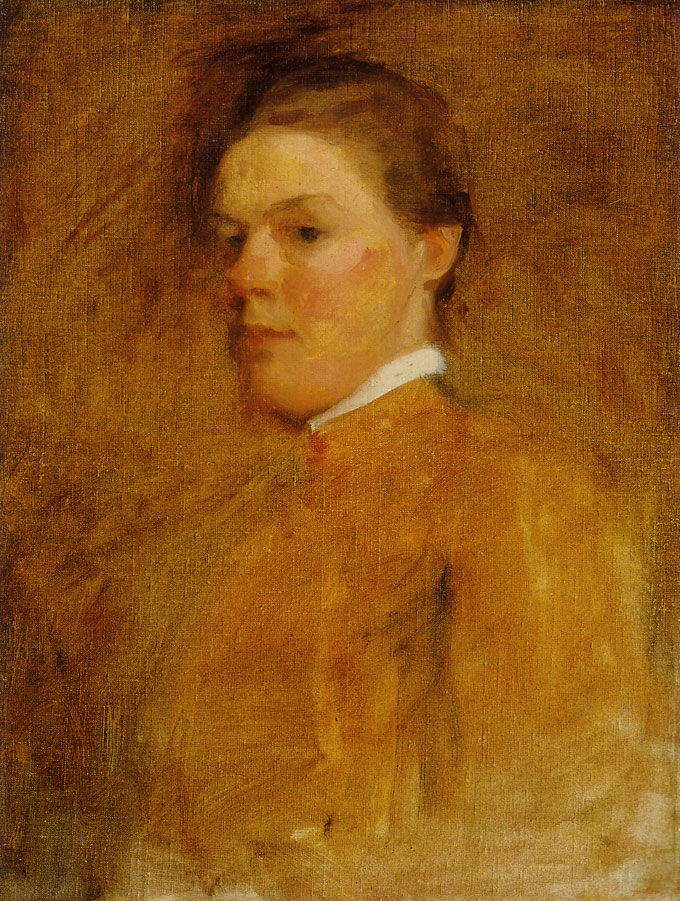
Автопортрет. 1885 год
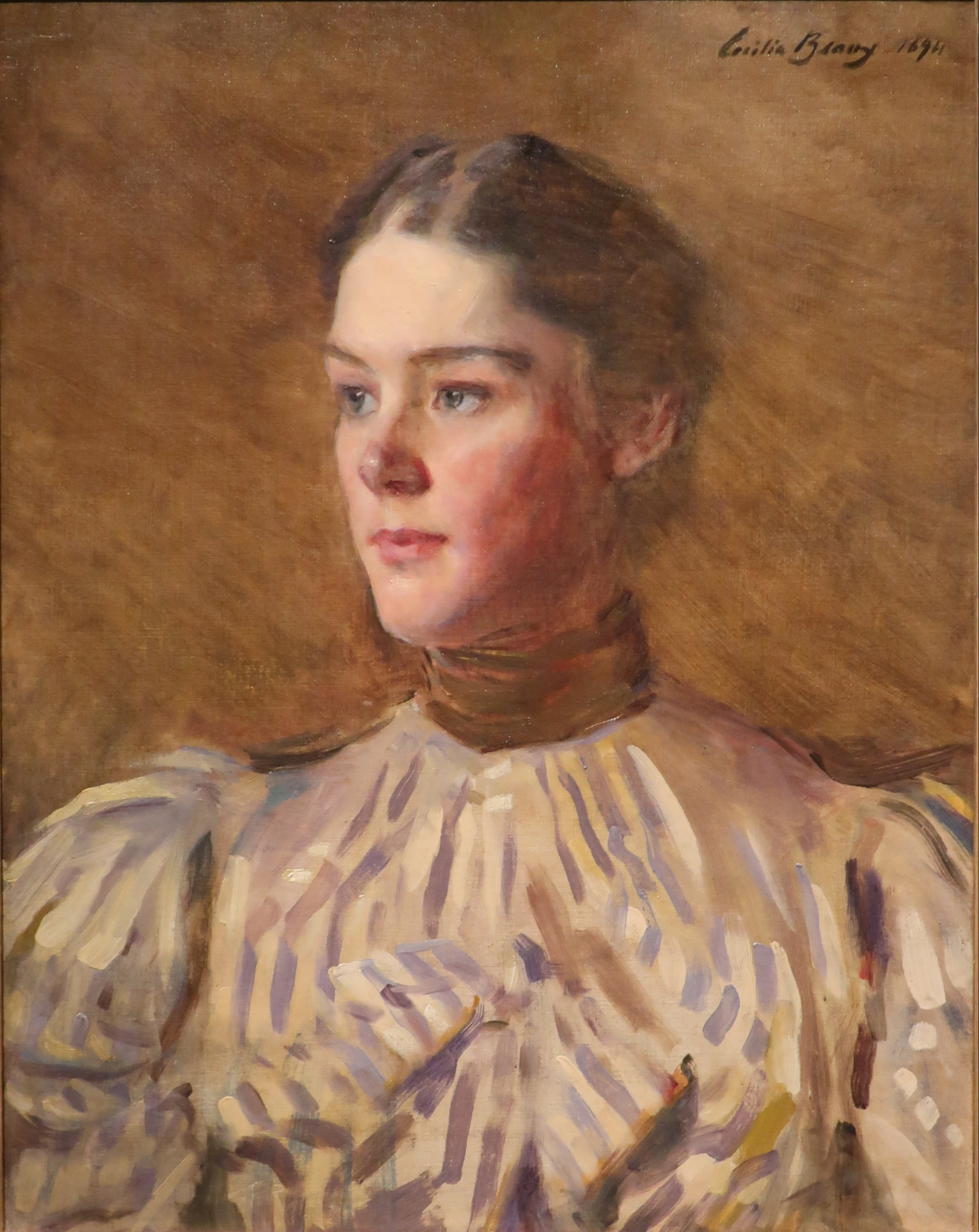
Автопортрет. 1894 год
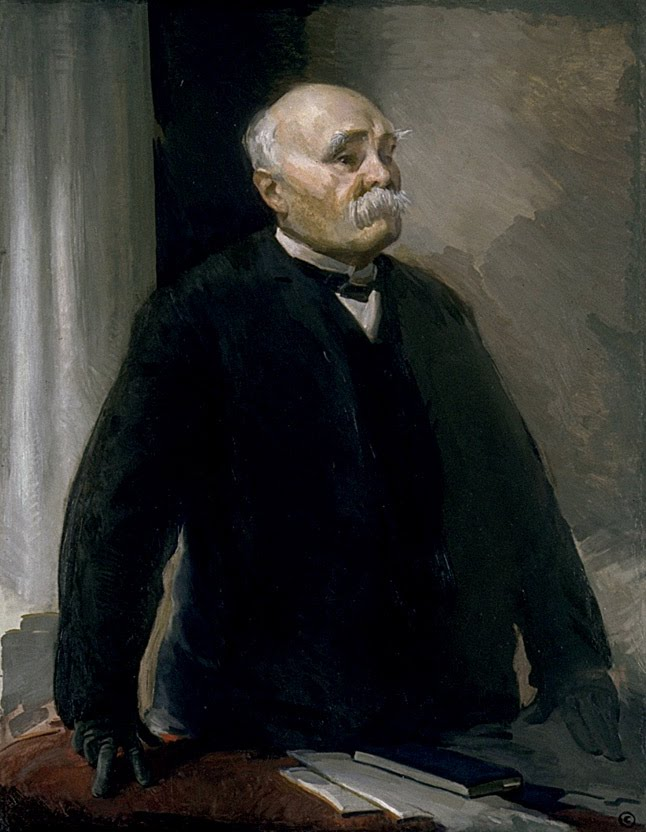
Жорж Клемансо. 1920 год
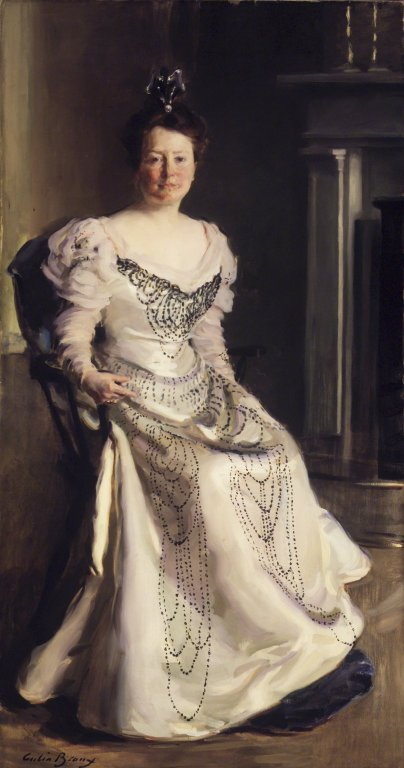
Mrs. Robert Abbe. Бруклинский музей
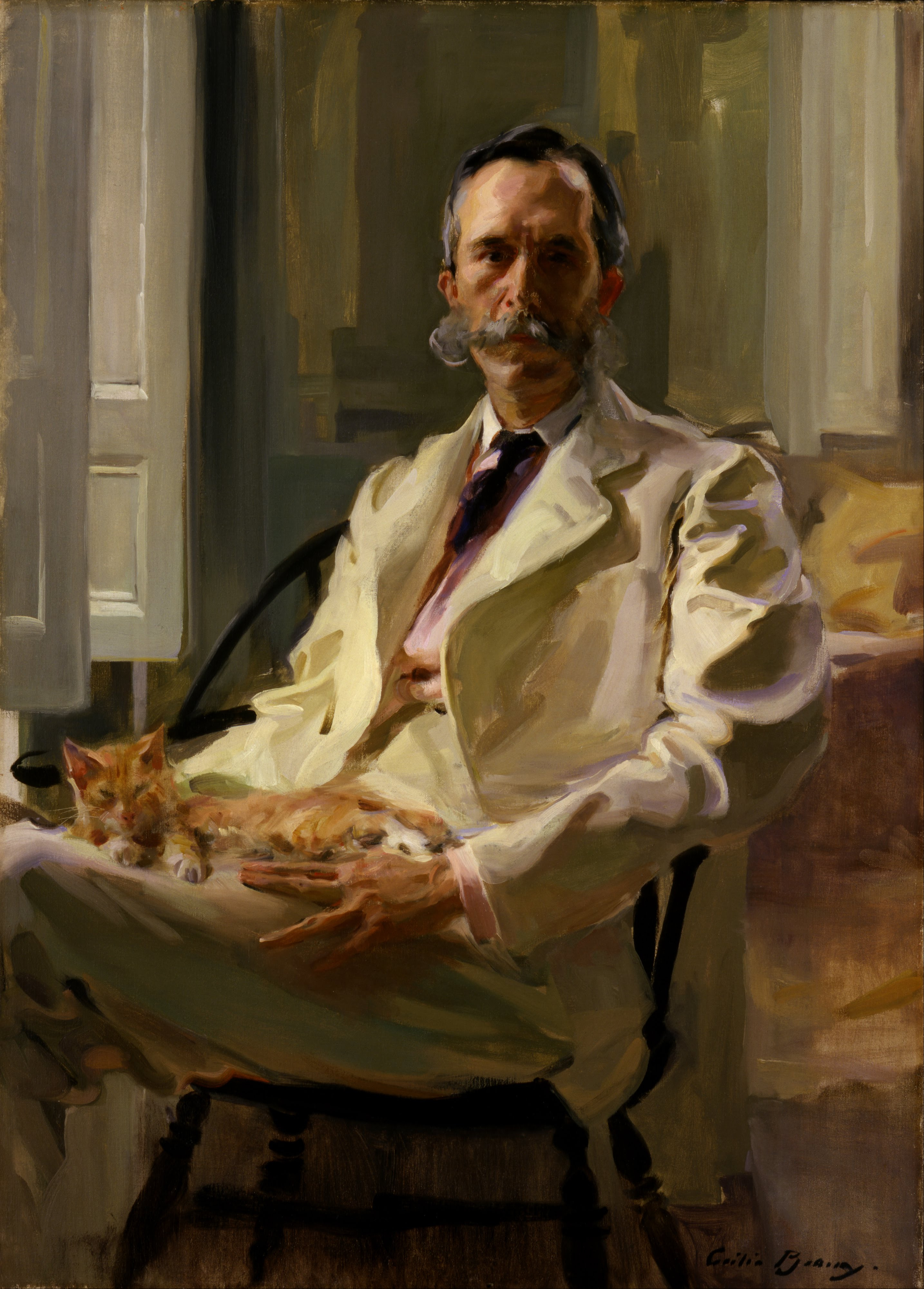
Man with the Cat (Henry Sturgis Drinker), 1898 год